# 리더 (마블 코믹스)
리더(Leader)는 마블 코믹스가 발행하는 만화책의 빌런으로, 스탠 리와 스티브 딧코에 의해 만들어졌다. 2009년 IGN이 발표한 위대한 빌런에서 63위를 차지하였다. 2008년 공개된 영화 《인크레더블 헐크》에서는 팀 블레이크 넬슨이 연기했다. 새뮤얼 스턴스(Samuel Sterns)라는 이름으로도 잘 알려져 있다.